# На пределе возможного
«На пределе возможного» (фр. In extremis) — кинофильм режиссёра Этьена Фора.

## Сюжет
Брат и сестра потеряли своих родителей, после которых остались деньги на жизнь и пустота в душе. Томас и Анне так и не смогли принять потерю родителей, и каждый из них пытался найти эту потерянную родительскую любовь по-своему. Томас вел беспорядочный образ жизни, ища любви и у мужчин, и у женщин, и даже у сестры. Анне имела нелады с законом. Но смерть ещё одного человека, постоянной любовницы Томаса Каролины, переворачивает их жизнь. После Каролины остается сиротой её сын — двенадцатилетний Грегори, который любит Томаса как отца или старшего брата, и не хочет в другую семью или детский приют. Но ни Томас, ни Анне не могут взять опекунство над Грегори из-за их образа жизни, который не внушает общественным институтам доверия. Что остается им — только пуститься в бега, чтобы сделать попытку вырваться из пустоты, потери, безысходности на пределе возможного.

## В ролях
| Актёр           | Роль    |
| --------------- | ------- |
| Жюли Депардьё   | Анна    |
| Офелия Шнайдер  |         |
| Руди Розенберг  |         |
| Селин Жиль      |         |
| Жюли Галлар     |         |
| Фридерик Дюмон  |         |
| Филипп Буше     |         |
| Бенжамен Бове   |         |
| Феликс Баумм    |         |
| Оурелиен Уилк   | Венсан  |
| Жан-Клод Бриали |         |
| Себастьен Рош   | Томас   |
| Кристин Буассон | Каролин |
| Софи Мунико     | Лоуренс |
| Кандис Юго      |         |
| Рамон Арпино    |         |

## Съёмочная группа
- Режиссёр и автор сценария: Этьен Фор
- Продюсеры: Патрик Эрнандес и Этьен Фор
- Оператор: Венсан Матиас